# Резолюція Генеральної Асамблеї ООН
Резолюція Генеральної Асамблеї ООН (англ. Resolution of the General Assembly of the UN) – офіційний акт Генеральної Асамблеї ООН, який виражає спільну позицію держав – членів ООН з питань, що входять до компетенції Асамблеї. Резолюції можуть бути як рішеннями зобов’язального характеру, або як рекомендаційного.
На практиці резолюції адресуються органам ООН, державам – членам ООН в цілому або індивідуально конкретним державам – членам ООН, державам – не членам ООН, неурядовим організаціям тощо.
Генеральна асамблея не має права надавати будь-які рекомендації щодо спору або ситуації, стосовно яких Рада Безпеки ООН виконує покладені на неї Статутом ООН функції, якщо Рада Безпеки сама не запитає про це Асамблею (п. 1 ст. 12 Статуту ООН).

## Резолюції зобов’язального характеру
Резолюції зобов’язального характеру приймаються згідно з положеннями Статуту ООН, відповідно до яких Генеральна Асамблея уповноважується:
- Приймати правила процедури (ст. 21);
- Утворювати допоміжні органи (ст. 22);
- Схвалювати угоди зі спеціалізованими установами ООН (ст. 63);
- Схвалювати угоди з урядами держав щодо територій під їх опікою (ст. 85);
- За рекомендацією Ради безпеки ООН визначати умови, за якими держави, що не є членами ООН, можуть стати учасницями Статуту Міжнародного суду ООН (ст. 93);
- Схвалювати рішення з бюджетних питань ООН (ст. 17 щодо бюджетної компетенції Асамблеї).

Низка обов’язкових для держав – членів ООН актів приймається Асамблею спільно з Радою Безпеки. Для прийняття в члени ООН, виключення з ООН, призупинення прав та привілей члену ООН, виборів Генерального секретаря, допуску держави — не члена ООН до участі в Статуті Міжнародного суду — Генеральній Асамблеї попередньо потрібна рекомендація Ради Безпеки. Така позитивна рекомендація є обов’язковою умовою для прийняття рішення Генеральною Асамблею негативного або позитивного характеру.
Визнання державами рекомендації Генеральної Асамблеї ООН обов’язковою — це особлива акція, що не пов’язана с голосуванням по рекомендації. 

## Резолюції рекомендаційного характеру
Резолюції рекомендаційного характеру приймаються згідно з функціями та повноваженнями Асамблеї, встановленими Статутом ООН, зокрема:
- З будь-яких питань або справ, що обговорюються в межах Статуту ООН або стосуються повноважень і функцій будь-якого з органів ООН, передбачених Статутом (ст. 10);
- Щодо загальних принципів співробітництва у справі підтримання міжнародного миру та безпеки, поставлених перед нею будь-якою державою – членом ООН або Радою Безпеки ООН, або державою – не членом ООН (п.2 ст. 11);
- Щоб звернути увагу Ради Безпеки ООН на ситуації, що можуть загрожувати міжнародному миру та безпеці (п.3 ст. 11);
- З метою сприяння міжнародному співробітництву в політичній області та заохочення прогресивного розвитку міжнародного права і його кодифікації (п. 1 ст. 13);
- Для сприяння  міжнародному співробітництву в економічній та соціальній областях, сферах культури, освіти, охорони здоров’я, та здійсненню прав людини та основних свобод для всіх, незалежно від раси, статі, мови і релігії (п.2. ст. 13).